# フランソワ3世 (ブルターニュ公)
フランソワ3世・ド・ブルターニュ（フランス語: François III de Bretagne, ブルトン語: Frañsez III）またはフランソワ・ド・フランス（フランス語: François de France, 1518年2月28日 - 1536年8月10日）は、フランス王フランソワ1世と王妃クロード・ド・フランスの長男。

## 概要
父の即位後に誕生したため、生後ただちに王太子（ドーファン）に叙され、また1524年に母クロードが死去した後にブルターニュ公を継承した。しかし1536年、ジュ・ド・ポーム（jeu de paume、球戯の一種）の直後に18歳の若さで急死した。
死後、弟アンリが代わって王太子およびブルターニュ公となり、1547年にアンリ2世として王位に就いた。